# Ириновский проспект

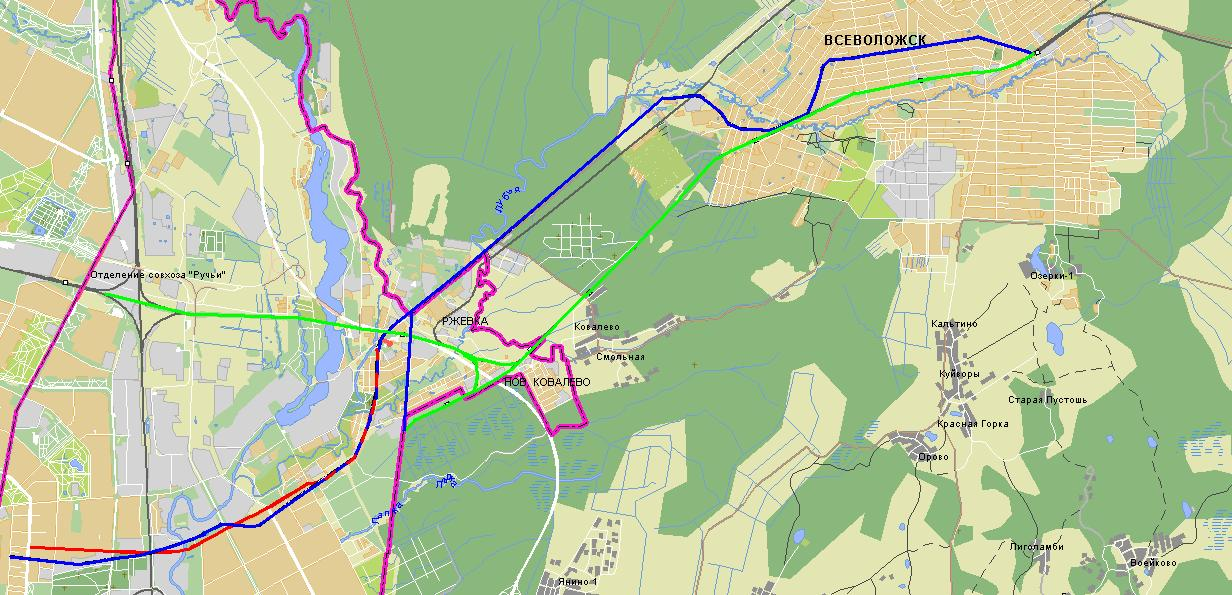
Траектория современной трассы Ириновского пр. (красный) и старой трассы Ириновской ж/д (синий)

Ири́новский проспект — проспект в Красногвардейском районе Санкт-Петербурга. Проходит от Бокситогорской улицы до улицы Коммуны. Длина около 2,5 км. Продолжение проспекта на запад носит название Большая Пороховская улица, на восток — Рябовское шоссе.

## История
Название известно с 1914 года. Первоначально проспект проходил вдоль Ириновской узкоколейной железнодорожной ветки, проходившей с 1892 года между деревней Ириновка и Большой Охтой. Вблизи Ириновки с конца XIX века проводились разработки торфа, и дорога обеспечивала связь центра этих разработок с городом. В 1923—1926 годах узкоколейка и железнодорожный вокзал были разобраны, вместо неё была проложена трамвайная линия. Проезд вдоль железнодорожной, а впоследствии — трамвайной линии от Панфиловой улицы до реки Охты с 1914 года известен как Ириновский проспект. Участок дороги вдоль Ириновской трамвайной линии от Охты до современного дома № 31 по Ириновскому проспекту официального названия не имел, а далее линия шла по 5-й Жерновской улице.
В начале 1970-х годов, после прокладки Большой Пороховской улицы, проезд на участке от Панфиловой улицы до современного проспекта Энергетиков исчез. Однако трамвайная линия на этом участке действовала до октября 1978 года, пока также не была перенесена на Большую Пороховскую улицу.
В середине 1970-х годов, при проектировании нового жилого района Ленинграда, Ириновский проспект было решено продлить за Охту и проложить прямо, а не вдоль трамвайной ветки.
6 декабря 1976 года Ириновский проспект был спрямлён и официально продлён от Охты до улицы Коммуны, в его состав частично вошла 4-я Жерновская улица. При этом трамвайная линия осталась на прежнем месте.
16 октября 1978 года, после переноса трамвайных путей на Большую Пороховскую улицу, участок Ириновского проспекта от Панфиловой улицы до проспекта Энергетиков был официально упразднён. Этим же постановлением в состав Большой Пороховской улицы передавался участок от проспекта Энергетиков до Бокситогорской улицы.
В 1983 году, после постройки Ириновского моста, две части Ириновского проспекта были соединены в одну магистраль. Тогда же трамвайную ветку проложили прямо по проспекту и новопостроенному мосту.

## Объекты

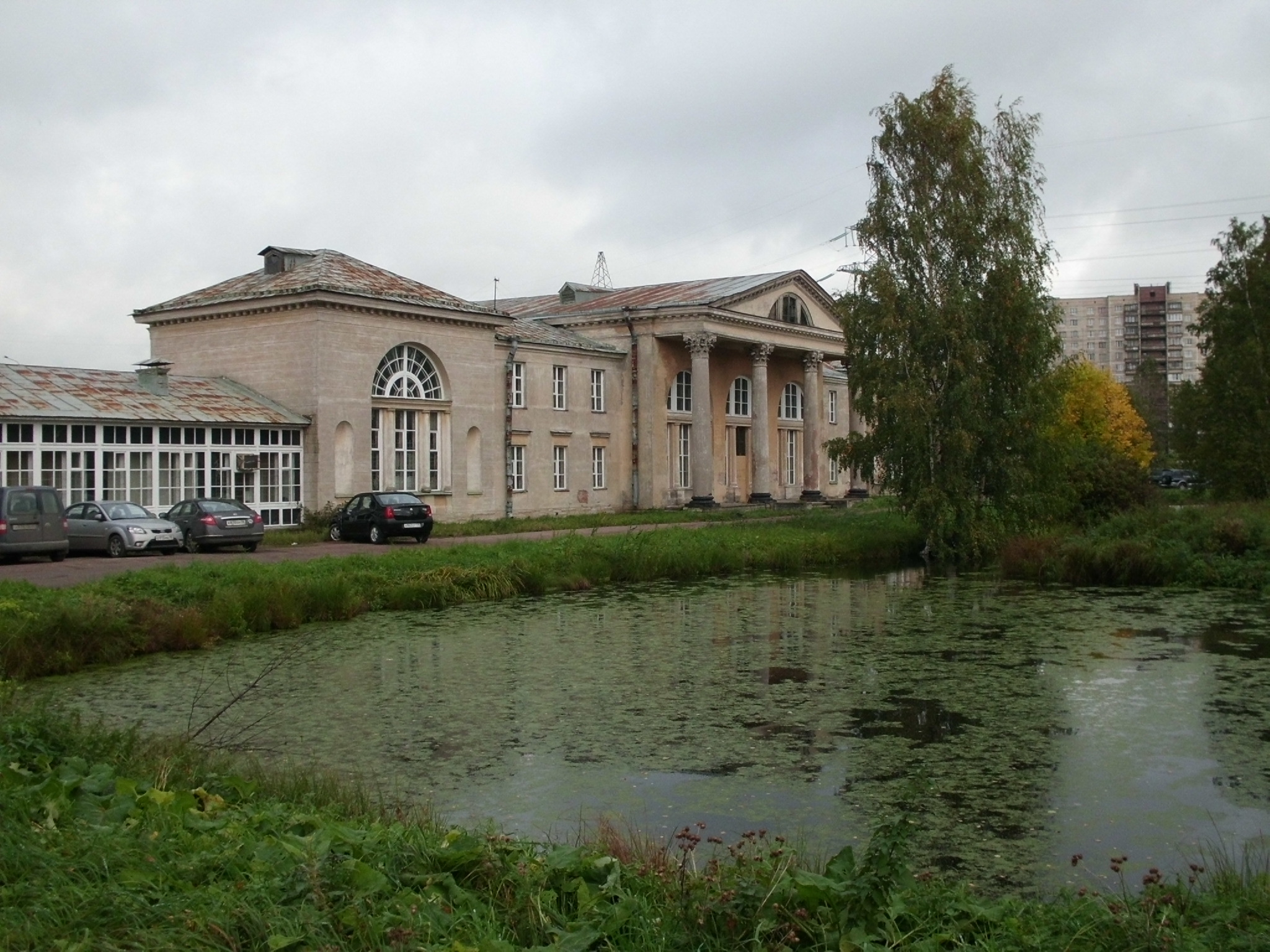
Дача Безобразовых

На Ириновском проспекте расположены дача Безобразовых, несколько предприятий (Ириновский пр., 1 — «Медицина СПб»), а с 1988 года — школа № 562.

## Пересечения

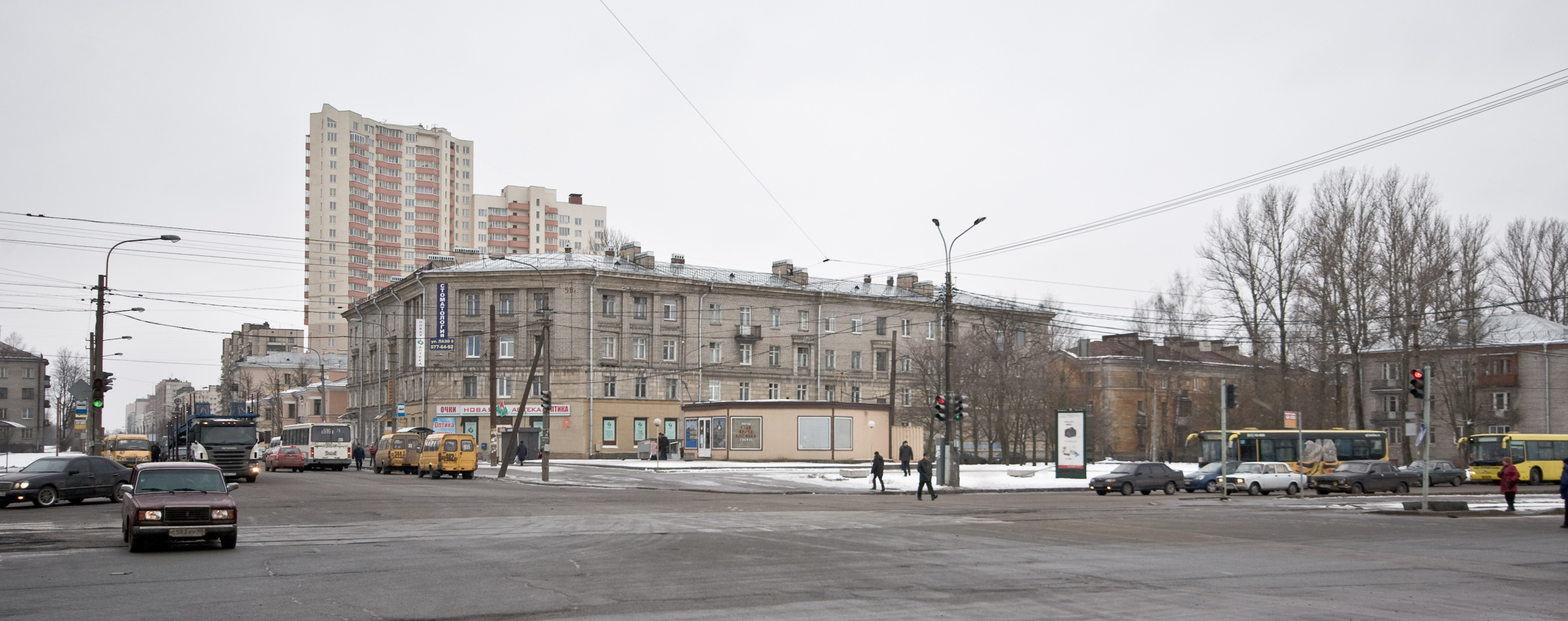
Угол Ириновского проспекта и улицы Коммуны

Проспект граничит или пересекается со следующими магистралями:
- Бокситогорская улица
- Объездное шоссе
- улица Передовиков
- Индустриальный проспект
- проспект Наставников и улица Потапова
- улица Лазо (прямого пересечения нет, въезд / выезд осуществляется через проходящий параллельно «карман») и 2-я Жерновская улица
- улица Коммуны

## Транспорт
Ближайшая к Ириновскому проспекту станция метро — «Ладожская» 4-й (Правобережной) линии, до которой можно добраться на скоростном трамвае «Чижик» (маршруты № 63, 64).
На всём протяжении проспекта проложены трамвайные пути. Также по проспекту проходит ряд автобусных маршрутов.
На расстоянии около 2,4 км по прямой от начала Ириновского проспекта расположен Ладожский вокзал.